# متحف العبري للتراث والسيارات القديمة
متحف العبري للتراث والسيارات القديمة، أحد متاحف منطقة القصيم يقع في محافظة رياض الخبراء، أسسه عبد الرحمن بن ناصر العبري، يتكون المتحف من قاعة رئيسية ووحدتين وسواني متكاملة وساحة كبيرة، ويشمل العرض مجموعة من المقتنيات التراثية كالأسلحة والعملات والوثائق وأدوات الضيافة والقهوة العربية وأدوات الإضاءة القديمة والأدوات الزراعية والأجهزة السمعية القديمة والمصنوعات الخشبية والجلدية والخوصيات وبعض الحيوانات المحنطة، كما يوجد المطبخ القديم وغرفة النوم ومحتوياتها قديما، اما الفناء فيحتوي على السواني وحسو وجصة ومجموعة من السيارات القديمة ومضخات الوقود قديما.